# Nieder-Eschbach (Frankfurt nad Menem)
Nieder-Eschbach, Frankfurt-Nieder-Eschbach – 45. dzielnica (Stadtteil) miasta Frankfurt nad Menem, w Niemczech, w kraju związkowym Hesja. Należy do okręgu administracyjnego Nieder-Eschbach.